# Skop (Ryn)
Skop (deutsch Skoppen, 1938 bis 1945 Reichenstein) ist ein Dorf in der polnischen Woiwodschaft Ermland-Masuren und gehört zur Stadt- und Landgemeinde Ryn (Rhein) im Powiat Giżycki (Kreis Lötzen).

## Geographische Lage
Skop liegt in der östlichen Mitte der Woiwodschaft Ermland-Masuren, elf Kilometer südwestlich der Kreisstadt Giżycko (Lötzen) und acht Kilometer nordöstlich der Stadt Ryn (Rhein).

## Geschichte
Vom Ursprung des vor 1818 Skroppen und vor 1938 Skoppen genannten Dorfes wird berichtet, dass Georg von Diebes im Jahre 1553 ganze 44 Hufen zur Anlage des Zinsdorfs verschrieben haben soll. Im Jahre 1818 wurde Skoppen als Bauerndorf mit 25 Feuerstellen bei 158 Seelen erwähnt.
Als im Jahre 1874 der Amtsbezirk Orlen (polnisch Orło) errichtet wurde, wurde Skoppen darin einbezogen. Der Amtsbezirk – 1938 in „Amtsbezirk Arlen“ umbenannt – gehörte bis 1945 zum Kreis Lötzen im Regierungsbezirk Gumbinnen (1905 bis 1945: Regierungsbezirk Allenstein in der preußischen Provinz Ostpreußen).
Mit seinem Ortsteil Monetki (Sophienthal) kam Skoppen 1874 zum Standesamt Orlen. Als dieses 1913 aufgelöst wurde, wurde Skoppen in das Standesamt der Stadt Rhein (Ryn) eingegliedert.
277 Einwohner waren im Jahre 1910 in Skoppen gemeldet. Ihre Zahl stieg bis 1933 auf 370 und belief sich im Jahre 1939 auf 356.
Aufgrund der Bestimmungen des Versailler Vertrags stimmte die Bevölkerung im Abstimmungsgebiet Allenstein, zu dem Skoppen gehörte, am 11. Juli 1920 über die weitere staatliche Zugehörigkeit zu Ostpreußen (und damit zu Deutschland) oder den Anschluss an Polen ab. In Skoppen stimmten 220 Einwohner für den Verbleib bei Ostpreußen, auf Polen entfielen keine Stimmen.
Am 3. Juni – amtlich bestätigt am 16. Juli – des Jahres 1938 erhielt Skoppen aus politisch-ideologischen Gründen der Abwehr fremdländisch klingender Ortsnamen die Umbenennung in „Reichenstein (Ostpr.)“.
In Kriegsfolge wurde das Dorf 1945 mit dem gesamten südlichen Ostpreußen nach Polen überstellt. Heute ist es Sitz eines Schulzenamtes (polnisch sołectwo) und eine Ortschaft im Verbund der Stadt- und Landgemeinde Ryn (Rhein) im Powiat Giżycki (Kreis Lötzen), vor 1998 der Woiwodschaft Suwałki, seither der Woiwodschaft Ermland-Masuren zugeordnet.

## Kirche
Bis 1945 war Skoppen resp. Reichenstein in die Evangelische Pfarrkirche Rhein in der Kirchenprovinz Ostpreußen der Kirche der Altpreußischen Union und in die Katholische Pfarrkirche St. Bruno Lötzen im Bistum Ermland eingepfarrt.
Heute gehört Skop zur Evangelischen Pfarrgemeinde in Ryn in der Diözese Masuren der Evangelisch-Augsburgischen Kirche in Polen sowie zur katholischen Pfarrkirche Unbefleckte Empfängnis Mariä in Ryn im Bistum Ełk (Lyck) der Römisch-katholischen Kirche in Polen.

## Verkehr
Skop liegt an der verkehrstechnisch bedeutenden polnischen Landesstraße DK 59 (frühere deutsche Reichsstraße 140), die die drei Kreisgebiete Giżycko (Lötzen), Mrągowo (Sensburg) und Szczytno (Ortelsburg) miteinander verbindet. Außerdem führt eine von Szymonka (Schimonken, 1938 bis 1945 Schmidtsdorf) und der Woiwodschaftsstraße DW 643 kommende Nebenstraße über Stara Rudówka (Alt Rudowken, 1938 bis 1945 Hammerbruch) und Monetki (Sophienthal) nach Skop. Eine Bahnanbindung besteht nicht.